# Poussey Washington
Poussey Washington est un personnage fictif joué par Samira Wiley dans la série Netflix Orange Is the New Black . Elle apparait régulièrement dans les deux premières saisons et est un personnage principal dans les troisième et quatrième saisons[réf. nécessaire].

## Casting et parcours
Samira Wiley a été informée, pour la première fois, des auditions pour Orange is the New Black, par un ami de Juilliard, Marco Ramirez, qui était scénariste pour la série. Après avoir découvert qu'une autre amie de Juilliard, Danielle Brooks, avait décroché un rôle dans la série, Wiley a demandé à Brooks de répéter ses répliques avec elle. Elle voulait se présenter pour le rôle de Poussey Washington, la meilleure amie à l'écran du personnage de Brooks, Tasha "Taystee" Jefferson. L'audition de Wiley a été un succès ; elle est apparue dans 12 des 13 épisodes de la première saison de la série et a été présente tout au long de la deuxième saison. C'est dans Orange Is the New Black que Wiley apparaît, pour la première fois, comme personnage régulier d'une série. Wiley a déclaré qu'elle avait travaillé comme barmaid pendant le tournage de la première saison parce qu'elle ne savait pas si elle continuerait à travailler avec l'émission, mentionnant une émission précédente dans laquelle elle était répertoriée comme « récurrente » mais n'avait pas été rappelée après le deuxième épisode.

## Scénarios

### Saison 1
Poussey est vue pour la première fois dans le deuxième épisode. Cependant, son personnage n’est pas vraiment mentionné avant le troisième épisode. Au début de la série, cela fait deux ans qu'elle est emprisonnée et elle a encore quatre ans à purger. Elle apparaît toujours avec Tasha « Taystee » Jefferson ( Danielle Brooks ). On la voit soit soutenir cette dernière, soit on les voit rigoler ensemble. Lorsque Taystee obtient une libération conditionnelle, Poussey est bouleversée et agitée. Elle ne parle pas à Taystee avant sa libération. Alors que Taystee est libérée, Poussey essaie d'attirer son attention ; elle cherche son regard et Taystee fait une petite danse, dont Poussey rit à travers la fenêtre. La mère de Poussey est décédée au cours de sa deuxième année en prison, comme le révèle le douzième épisode. Poussey est une farçeuse, elle est toujours de bonne humeur et se révèle avoir bon cœur. Lorsque Tricia Miller (Madeline Brewer) meurt, Poussey donne à ses amies une bouteille de son alcool de toilette, fabriqué en prison, pour les aider à pleurer leur perte. Lorsque Taystee est réincarcérée en raison d'une violation de sa libération conditionnelle, Poussey est visiblement agacée, mais elles redeviennent néanmoins rapidement amies. Elle se révèle avoir une jolie voix de chant. Elle chante durant la représentation de Noël, durant laquelle elle chante une interprétation de « Amazing Grace » avec Taystee et Cindy « Black Cindy » Hayes (Adrienne C. Moore).

### Saison 2
Il est sous-entendu que Poussey est amoureuse de sa meilleure amie Taystee, mais les sentiments ne sont pas réciproques. Ceci est exploré tout au long de la saison. Poussey est approchée par Yvonne « Vee » Parker (Lorraine Toussaint) pour vendre son alcool de toilette qu'elle fabrique en prison. Poussey rejette l'idée car elle préfère le partager avec ses amis. Vee prend cela comme une insulte car elle perçoit ce refus comme un manque de loyauté et, surtout, pour la perte d'activité potentielle. Elle punit Poussey en exploitant ses sentiments amoureux pour Taystee, qui sont non réciproques, pour l'isoler de son groupe, provoquant une cassure dans leur relation. Poussey est l'une des rares détenues noires à ne pas tomber dans le piège des tactiques de manipulation de Vee et elle lance une campagne pour lutter contre l'influence et les actions de Vee tout au long de la saison. Le conflit entre Vee et Poussey devient violent, à tel point qu'à un moment donné, Suzanne "Crazy Eyes" Warren (Uzo Aduba) menace et agresse Poussey physiquement, sur ordre non verbal de Vee. Cela provoque un profond traumatisme émotionnel chez Poussey. Finalement, Poussey riposte et cause des dommages irréparables à l'entreprise de tabac de Vee en piétinant plusieurs boîtes de tabac et en versant de l'eau de Javel dessus. Réalisant que Poussey ne peut pas être intimidée, Vee décide de l'apaiser en éjectant Taystee de son gang, cette dernière en tient rigueur à Poussey. Elles se réconcilient plus tard après une confrontation finale dans la bibliothèque.
Dans les flashbacks de la saison 2, on voit une partie de la vie de Poussey à l'étranger, en tant qu'enfant de militaire. Son père James (Thaddeus Daniels) était major de l'armée américaine en poste à la garnison de l'armée américaine de Hohenfels, en Allemagne. Poussey entretenait une relation sexuelle avec Franziska (Nina Rausch), la fille de l'officier supérieur allemand de son père, l'Oberstleutnant Jürgen Mertensacker (Stephan Lee Anderson). Etant homophobe, il est sous-entendu que Jürgen a utilisé son influence pour obtenir la réaffectation du père de Poussey hors d'Allemagne, peu de temps après avoir surpris Poussey et sa fille en train d'avoir des relations sexuelles. Cette réaffectation soudaine dévaste Poussey et, après avoir d'abord dit à Franziska que leur relation était occasionnelle, elle avoue à Jürgen qu'elle l'aime. Lorsque Jürgen confirme à Poussey que ses sentiments pour sa fille sont la raison pour laquelle le père de Poussey a été réaffecté, elle tente de tuer Jürgen. Le père de Poussey l'empêche de pointer une arme sur lui.

### Saison 3
Poussey s'intéresse aux enseignements spirituels  de Norma Romano (Annie Golden). À la suite de ses ennuis avec Vee et des souvenirs de sa mère décédée qui ressurgissent, Poussey devient dépressive et se tourne vers l'alcool. Elle s'investit aussi également dans la lecture du livre érotique de science-fiction de Suzanne. Elle finit par conclure qu'elle se sent ainsi parce qu'elle est seule, sans petite amie. Dans l'épisode final de la saison, Poussey découvre Brook Soso (Kimiko Glenn) à la bibliothèque après que cette dernière ait fait une overdose d'antidépresseurs. Poussey, avec Taystee et Suzanne, soignent Brook jusqu'à ce qu'elle soit guérie. Après l'incident, Brook est acceptée dans le groupe d'amies de Poussey comme l'une des leurs. Brook et Poussey sont vues plus tard se tenant la main et plaisantant sur la plage derrière Litchfield, ce qui sous-entend une relation naissante.

### Saison 4
Poussey est ravie lorsque sa cheffe cuisinière préférée, Judy King (Blair Brown), est envoyée à Litchfield pour purger sa peine pour fraude fiscale . Judy est initialement assignée à la cellule de Poussey, mais Joe Caputo (Nick Sandow) retire rapidement Judy pour la placer dans une zone plus privée en raison des ordres du MCC de lui accorder un traitement spécial en raison de son statut de célébrité. Poussey est souvent impressionnée par Judy, ce qui laisse Judy penser que Poussey souffre d'une déficience intellectuelle. Dans le même temps, une relation amoureuse entre Poussey et Brook se développe tout au long de la quatrième saison. Bien qu'elle ait été temporairement compromise lorsque Brook a raconté à Judy un récit offensant et stéréotypé des antécédents de Poussey pour expliquer son comportement apparemment étrange au contact de Judy (Brook a notamment dit à Judy que la mère de Poussey était une toxicomane). Plus tard, Poussey et Brook réalisent qu'une partie de la raison pour laquelle cette situation s'est produite est due au fait qu'elles ne se connaissent pas très bien. Elles décident d'apprendre à connaître les origines de chacune.
Dans l'avant-dernier épisode de la quatrième saison, Poussey est accidentellement étouffée par le CO Baxter « Gerber » Bayley (Alan Aisenberg) lors d'une manifestation initialement pacifique à la cafétéria. Cette manifestation avait pour but de protester contre le capitaine Desi Piscatella (Brad William Henke) et son traitement injuste des détenues. Les prisonnières se sont donc tenues debout sur les tables et ont exigé sa démission. Piscatella appelle des gardes supplémentaires en renfort et Suzanne s'énerve en voyant le CO Thomas « Humps » Humphrey (Michael Torpey). Poussey tente alors de désamorcer la situation. Piscatella ordonne à Bayley de maîtriser Suzanne et de l'escorter chez le psychiatre, ce qui pousse Poussey à intervenir. Alors qu'il a des difficultés à maîtriser Suzanne, Bayley contraint physiquement Poussey, face contre terre, un genou sur son dos. Alors que Suzanne continue de lutter avec Bayley, il continue de mettre tout son poids sur Poussey, qui est incapable de respirer et suffoque à mort. Irrité par la réponse moralement discutable aux événements, Caputo renvoie Piscatella chez lui, discute avec Bayley et contacte le MCC. Il devient évident pour Caputo, le personnel et les détenues qu'il n'existe aucun plan d'intervention pour faire face au décès d'une détenue dans la prison. Le corps de Poussey est laissé sur le sol de la cafétéria pendant une journée jusqu'à l'arrivée du coroner. Lors de la tentative du MCC de rejeter la responsabilité de sa mort sur Poussey elle-même, il est révélé qu'elle n'était en prison qu'en tant que délinquante non violente. Elle avait été reconnue coupable d'intrusion et de possession dans l'intention de vendre moins d'une demi-once de drogues non spécifiées. Les détenues et le personnel semblent ébranlés par la mort de Poussey. Norma réconforte Brook en la berçant et en chantant pour elle, et Brook se saoule au reste de l'alcool de contrebande de Poussey. Les détenues se rendent à un mémorial improvisé, font don de nourriture et présentent leurs condoléances. Caputo contacte le père de Poussey, James, après que Taystee lui ait demandé de le faire. Il est visiblement contrarié de devoir le faire.
Peu de temps après sa mort, Poussey apparaît dans plusieurs flashbacks qui prennent place à New York, avant son incarcération. Elle se rend en ville en bus avec deux de ses amis, qui l'emmènent plus tard dans une boîte de nuit. Alors qu'elle prend une photo avec son téléphone, quelqu'un le lui vole et s'enfuit. Elle poursuit le voleur et se perd après avoir été incapable de l'attraper, ce qui l'amène à rencontrer deux personnes qui lui proposent de l'aider à retrouver ses amis à condition qu'elle aille dans un club alternatif avec elles. Après avoir passé du temps au club et avoir eu l'occasion d'appeler ses amis, elle les rejoint en métro puis prend un taxi avec des hommes déguisés en moines participant à Improv Everywhere. Alors qu'elle fume avec l'un des hommes, Poussey lui révèle qu'elle a manqué un rendez-vous à West Point en raison de ses actions en Allemagne avec Franziska et son père Jürgen. Elle déclare ensuite qu'elle projette de déménager à Amsterdam dans deux semaines, après avoir vendu le reste de sa drogue. Semblant briser le quatrième mur, elle regarde la rivière et rit avant de se tourner vers la caméra et de sourire.

### Saison 5
La mort de Poussey continue d’être une thématique centrale lors de l’émeute. La justice pour Poussey est l'une des principales revendications de Taystee. Elle refuse de mettre fin à l'émeute lors des négociations lorsque le gouverneur de New York refuse de poursuivre Bayley pour la mort de Poussey. Celle-ci apparaît dans une scène de flashback, qui montre sa rencontre avec Taystee dans la bibliothèque de la prison lors du deuxième jour de Taystee à Litchfield et comment elles sont devenues amies. Son père James apparaît à l'écran et renvoie Bayley avec colère lorsqu'il vient chez lui pour tenter de lui demander pardon pour sa mort[réf. nécessaire].

### Saison 6
Poussey continue de jouer un rôle important au cours de la saison, Taystee l'évoquant lors de son procès pour meurtre et Caputo lors de sa quête pour obtenir justice et faire condamner Bayley pour la mort de Poussey.

### Saison 7
Poussey apparaît dans un flashback qui se déroule pendant les événements de la première saison. On y voit Poussey parler à Taystee au téléphone alors que Taystee était en liberté conditionnelle et les deux plaisantent ensemble. Dans le dernier épisode de la série, Taystee et Judy font équipe pour lancer le Poussey Washington Fund, une initiative visant à accorder des microcrédits aux femmes libérées de prison, pour les aider à se remettre sur pied après leur sortie de prison.

## Accueil du public
La critique de télévision du New Yorker, Emily Nussbaum, évoque l'indignation et le chagrin des téléspectatrices et téléspectateurs à la suite de la mort de Poussey. Nussbaum déclare ensuite que la mort de Poussey « était une tragédie méritée, résonnant pour des raisons allant au-delà du simple « message » sur le mouvement Black Lives Matter » et que « Poussey était instruite, avait voyagé dans le monde entier et était de la classe moyenne, mais qu'elle est morte comme cela peut arriver à n'importe quelle détenue noire, comme un chiffre écrasé par un système raciste. ». Les autres membres du casting auraient été indignés par la décision de la créatrice de la série, Jenji Kohan, de tuer Poussey dans la quatrième saison. Kohan a parlé de la difficulté de la tuer et de la réaction du casting, mais a déclaré qu'elle pensait que c'était une histoire qui devait être racontée. Les co-stars de Wiley, Danielle Brooks et Uzo Aduba, ont parlé de l'impact que Poussey a eu sur le mouvement Black Lives Matter.

## Fondation Poussey Washington
La créatrice de la série, Jenji Kohan, s'est associée à plusieurs organisations à but non lucratif et à GoFundMe pour lancer la Fondation Poussey Washington, afin d'aider les détenues et les immigrantes. Composée de huit groupes différents, la fondation a pour objectif officiel de soutenir « la réforme de la justice pénale, la protection des droits des immigrantes, la fin de l'incarcération de masse et le soutien aux femmes qui en ont été affectées ». La création de la Fondation Poussey Washington a été annoncée par Wiley lors d'une vidéo apparue lors de la première finale d'Orange is the New Black et a été officiellement lancée lors de la sortie de la septième saison.